# وهن صفيحات لغلانزمان
وهن صفيحات لغلانزمان (بالإنجليزية: Glanzmann thrombasthenia)‏ هو شذوذ في الصفيحات الدموية. وهو اعتلال خثري نادر جدًا (اضطراب في النزيف بسبب شذوذ في الدم)، حيث تكون الصفيحات الدموية مُحتويًة على اختلال أو على مستويات قليلة من البروتين سكري 2ب/3أ، وهو مستقبِل للفيبرينوجين. وكنتيجة لذلك، لا يمكن لتجسير الفيبرينوجين أن يحصل للصفيحات الدموية مع الصفيحات الدموية الأخرى، وزمن النزيف يطول بشكل ملحوظ.

## الأعراض والخصائص
على نحو مميز، يوجد زيادة في نزيف الغشاء المخاطي؛
- نزيف حيضي قوي
- سهولة التكدُّم
- نزيف أنفي
- نزيف من اللثة
- نزيف في الجهاز الهضمي
- نزيف ما بعد الولادة
- زيادة نزيف ما بعد الجراحة

تختلف القابلية للنزيف ولكن من المكن أن يكون النزيف حادًا. ومن النادر أن يحصل تدمي المفصل، وبالذات النزيف التلقائي، على عكس الهيموفيليا.
أعداد الصفيحات الدموية والمورفولوجيا طبيعيين. وتجمع الصفيحات الدموية طبيعي مع الريستوريتن، ولكنه يَضعُف مع منبهات أخرى مثل أدينسون ثنائي الفوسفات، الثرومبين، الكولاجين، والأدرينالين.

## السبب
من الممكن أن يكون وَهَنُ صُّفَيحاتِ غلانزمان موروثًا بطريقة الصبغي الجسمي السائد أو مرض اضطراب المناعة الذاتية المُكتسب.
تختلف القابلية للنزيف في وَهَنُ صُّفَيحاتِ غلانزمان، فيحصل لدى بعض الأشخاص تكَدُم قليل، بينما يكون النزيف حادًا لدى آخرين، دائمًا، ويُحتمل أن يكون مُميتًا. علاوة على ذلك، تترابط مستويات الصفيحات الدموية αIIbβ3 بشكل متوسط مع حدية النزيف، حيث تستطيع مستويات αIIbβ3 غير القابلة للكشف عمليًا أن ترتبط مع أعراض النزيف الضئيل، وبإمكان مستويات 10%-15% أن ترتبط مع النزيف الحاد ومن الممكن أن تلعب عوامل غير مجهولة أخرى غير الخلل في الصفيحة الدموية دورًا مهمًا.

## الفيزيولوجيا المرضية
يرتبط وَهَنُ صُّفَيحاتِ غلانزمان مع إنتيغرين شاذ αIIbβ3، كان يعرف سابقًا بالبروتين السكري 2ب/3أ، وهو مُستقبِل تجميع الإنتيغرين على الصفيحات الدموية. يتفعل مُستقبِل عندما يتم تحفيز الصفيحة الدموية بواسطة الأدينسون ثنائي الفوسفات، والأدرينالين، الكولاجين، أو الثرومبين. ويعتبر البروتين السكري 2ب/3أ أساسيًا لتخثر الدم بما أن المُستقبِل المُفَعَل له القابلية على ربط الفيبرينوجين (وكذلك عامل فون ويلبراند، فيبرونيستين، فيترونوسيتين)، والذي يكون مطلوبًا للتفاعل بين الصفيحات الدموية المعتمد على الفيبرينوجين (التجمع).
وعلى العكس، فمُستَقبِلات البروتين سكري Ib طبيعية مع وَهَنُ صُّفَيحاتِ غلانزمان. ودور البروتين السكري Ib هو تمكين تفعيل الصفائح الدموية عن طريق الاتصال بمركب معامل فون ويلبراند مع الكولاجين والذي يُكشَف يتضرر الصف البطاني للوعاء الدموي. وتكون مُستَقبِلات البروتين السكري Ib غير كفؤة في مرض يُعرف باسم متلازمة بيرنارد-سولير.
لقد أدى فهم دور البروتين السكري 2ب/3أ في وَهَنُ صُّفَيحاتِ غلانزمان إلى تطوير مُثَبِطات البروتين السكري 2ب/3أ، وهي فئة من العوامل القوية المضادة للصفيحات.

## العلاج
يتألَّف العلاج بنوعيه الوقائي والعلاجي من مراحل نزيف معينة.
- نظافة الأسنان تُقلل النزيف اللثّي[9]
- تجنب العوامل المضادة للصفيحات مثل الأسبيرين والأدوية الأخرى المضادة للالتهاب (NSAIDs) مثل الأيبوبروفين والنابروكسين، ومضادات التخثر.
- من الممكن أن تكون مُكَملات الحديد والفوليت ضرورية في حالة فقر الدم الذي سببه النزيف الطويل أو المفرط.
- لقاح التهاب الكبد نوع ب.
- الأدوية المضادة لانحلال الفبرين مثل الحمض الترانيكساميك أو حمض الأمينوكابروبيك
- الديزموبريسين لايجعل زمن النزيف طبيعيًا في وَهَنُ صُّفَيحاتِ غلانزمان ولكنه يُحَسِن من توقف النزيف بشكل طفيف.
- استعمال وسائل تحديد النسل الهرمونية للتحكم بالنزيف الحيضي المفرط.
- تُعَدِّل الجبائر السنّية عوامل موضعية مثل إحداث الانسداد، لاصق فيبرين، بوليمرات بولي إيثلين جلايكول.
- نقل دم الصفيحات (فقط في حالة النزيف الحاد؛ خطر إصابة الصفيحة الدموية بالمناعة المتباينة)
- تمت الموافقة على أدوية عامل VIIa معاد التركيب من قِبَل وكالة الغذاء والدواء لعلاج المرض في شهر يوليو من عام 2014.
- زراعة نخاع العظم (HSCT) لنزيف المتكرر الحاد.